# Gaidonnayita
La gaidonnayita és un mineral de la classe dels silicats. Rep el nom en honor de Gabrielle "Gai" Donnay (1920-1987), química, mineralogista i cristal·lògrafa. Va treballar durant vint anys al laboratori geofísic de la Carnegie Institution de Washington i posteriorment a la Universitat McGill de Mont-real, al Canadà. A la tesi del seu doctorat va resoldre la complexa estructura de la turmalina, així com altres estructures posteriorment.

## Característiques
La gaidonnayita és un silicat de fórmula química Na₂ZrSi₃O₉(H₂O)₂O. Va ser aprovada com a espècie vàlida per l'Associació Mineralògica Internacional l'any 1974. Cristal·litza en el sistema ortoròmbic. La seva duresa a l'escala de Mohs és 5. És el dimorf ortoròmbic de la catapleiïta.
Segons la classificació de Nickel-Strunz, la gaidonnayita pertany a «09.DM - Inosilicats amb 6 cadenes senzilles periòdiques» juntament amb els següents minerals: stokesita, calciohilairita, hilairita, komkovita, sazykinaïta-(Y), pyatenkoïta-(Y), georgechaoïta, chkalovita, vlasovita, revdita, scheuchzerita i terskita.

## Formació i jaciments
Va ser descoberta a la pedrera Poudrette, al Mont Saint-Hilaire, a Montérégie (Quebec, Canadà). A banda d'altres localitats al Quebec, també ha estat descrita a Austràlia, el Brasil, Groenlàndia, Noruega, Portugal, Rússia i els Estats Units.